# Акрън
 Тази статия е за град в Охайо.  За град в Колорадо вижте Акрън (град, Колорадо).  
А̀крън (на английски: Akron) е град в щата Охайо, САЩ.

## География
Намира се в часова зона UTC-5 (през лятото – UTC-4), на 306 m н.в., в североизточната част на щата в окръг Съмит. Разположен е на 63 km южно от езерото Ери. Средната годишна температура е около 10& °C. Има население от 199 110 жители (2010) и площ от 161,6 km².

## История
Селището е основано през 1825 г. Получава статут на село през 1836 г., а на град – през 1865 г.
През 1920-те в града е основана МПО „Пелистер“, която поддържа българската църковна община „Свети Илия“. От 1969 до 1989 година градът е център на Акронската епархия на Българската православна църква.